# Поперечна артерія шиї
Поперечна артерія шиї (лат. a. transversa colli) — кровоносна судина, одна з гілок щитошийного стовбуру, що відходить від нього дещо вище за надлопаткову артерію.

## Топографія
Поперечна артерія шиї проходить поперечно, перетинає спереду діафрагмальний нерв та драбинчастий м'яз, також проходить спереду або між гілками плечового сплетення; під покривом платизми та грудинно-ключично-сосцеподібного м'язу проходить над нижнім черевцем лопатково-під'язикового м'язу та йде до переднього краю трапецієподібного м'язу; потім розділяється на гілки.

## Гілки
- Поверхнева артерія шиї (а. cervicalis superficialis) — кровопостачає частково трапецієподібний м'яз, лопатково-під'язиковий м'яз.
- Тильна артерія лопатки (a. dorsalis scapula) — кровопостачає найширший м'яз спини.